# Kalophrynus nubicola
Kalophrynus nubicola és una espècie de granota que viu a Malàisia i, possiblement també, a Brunei.